# Stéphane Peterhansel

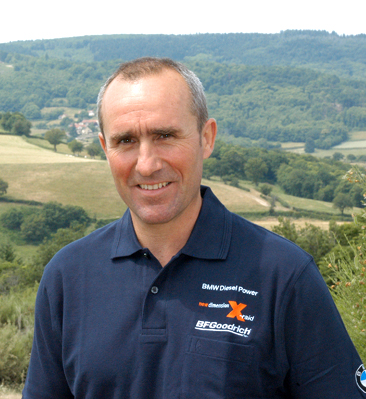
Peterhansel 2009.

Stéphane Peterhansel, född 6 augusti 1965 i Vesoul, är en fransk enduroförare och rallyförare. Stéphane Peterhansel är den enda personen tillsammans med Hubert Auriol som vunnit både bil- och motorcykelklassen i Dakarrallyt. Han har sex segrar i mc-klassen och sju i bilklassen. Dessutom är han tvåfaldig världsmästare i enduro.